# Maribel García
María Isabel García López (Badajoz, 26 de noviembre de 1973), conocida como Maribel García, es una política española del PSOE. Ha sido diputada del Congreso de los Diputados por la circunscripción electoral de Badajoz en las legislaturas XIII y XIV.

## Formación
Es licenciada en Psicopedagogía por la Universidad de Extremadura y máster en Inspección y Supervisión Educativa por la UNED.

## Actividad profesional
Funcionaria de Carrera del Cuerpo de Maestros desde 1995, ha ejercido como maestra especialista en Educación Física, Educación Especial y Educación Primaria.

## Carrera política
Ha trabajado en la Consejería de Educación y Empleo de la Junta de Extremadura, y fue concejala en el Ayuntamiento de Badajoz durante el periodo 2015-2019. Ha sido miembro del Comité Federal del PSOE.
Fue elegida diputada del Congreso de los Diputados por la circunscripción electoral de Badajoz en las elecciones de 2019, cuando ocupaba el número dos de la lista del PSOE. En las elecciones de 2023 volvió a obtener escaño, esta vez encabezando la lista como número uno.

## Otras actividades
Ha sido jueza árbitra nacional de atletismo en la Real Federación Española de Atletismo, y miembro de la junta directiva de dicha federación.